# Svatopluk II.
Svatopluk II. (9.–10. století nebo poslední třetina 9. století) byl velkomoravský údělný kníže, pravděpodobně Nitranska. Byl členem dynastie Mojmírovců, synem knížete Svatopluka I., bratrem Mojmíra II.
Kníže Svatopluk zemřel roku 894. Na smrtelné posteli vyzýval své syny k odporu vůči Frankům a rozhodnému úsilí za zachování politické moci Velkomoravské říše. Přestože legenda o třech prutech Svatoplukových hovoří o třech jeho synech a následnících, z historických zdrojů jsou známí pouze dva. První, Mojmír II., se po otcově smrti stal velkomoravským knížetem. Druhý syn, Svatopluk II., získal v léno Nitranské knížectví.
Svatopluk II. se orientoval na bavorské feudály a východofranského krále Arnulfa, kteří ho využívali jako svůj nástroj pro zasahování do vnitřních záležitostí Velké Moravy. Podle staré a nespolehlivé tradice byla jeho matka Gizela, sestra Arnulfa. Vysvětlovalo by to ovšem, proč se ve sporech s bratrem obracel na strýce.
Mezi bratry došlo už roku 895 k vážné rozepři, která začala ochromovat politické dění v zemi. Mojmír II. nadto musel řešit velmi špatné vztahy s východofranskou říší, která se snažila skrze krále Arnulfa na Velké Moravě trvale prosazovat svůj vliv. Svatopluk II., který byl již předtím v kontaktu s Bavory, navštívil roku 897 Arnulfa a zavázal se být jeho spojencem. Nato Mojmír II. vyslal proti Svatoplukovi II. vojsko, nicméně Mojmír II. sám utrpěl porážku od Arnulfa.
Na přelomu let 898 a 899 Velkou Moravu napadli Bavoři, kteří se snažili Mojmírovu moc zlomit. Následně Mojmír II. zajal svého bratra Svatopluka, který byl ale brzy osvobozen svými bavorskými spojenci. Pravděpodobně začátkem roku 901 ho Mojmír II. vyměnil za knížete Isanricha. Poté už o něm nejsou žádné zprávy.